# Santa Lucía 2da. Sección
Santa Lucía 2da. Sección är en ort i Mexiko.   Den ligger i kommunen Salto de Agua och delstaten Chiapas, i den sydöstra delen av landet, 700 km öster om huvudstaden Mexico City. Santa Lucía 2da. Sección ligger 445 meter över havet och antalet invånare är 496.
Terrängen runt Santa Lucía 2da. Sección är kuperad. Runt Santa Lucía 2da. Sección är det ganska glesbefolkat, med 38 invånare per kvadratkilometer. Närmaste större samhälle är Salto de Agua, 11,4 km öster om Santa Lucía 2da. Sección. Trakten runt Santa Lucía 2da. Sección består till största delen av jordbruksmark.